# Laguna Caracota
La laguna Caracota es un cuerpo superficial de agua léntico ubicado en el extremo oriental de la cuenca del río Camarones en la Comuna de Putre, Provincia de Putre y Región de Arica y Parinacota.

## Ubicación y descripción
El inventario público de lagos de Chile consigna esta laguna con la sola información de su nombre, comuna, provincia, región y que es una laguna menor. No entrega las coordenadas ni el área.
El mapa de OpenStreetMap la muestra al poniente del Salar de Surire y dentro de la reserva nacional Las Vicuñas. El mapa de ubicación de la ficha a la derecha de esta página muestra una laguna en ese lugar y dentro de la cuenca del río Camarones. Un mapa la musetra bajo el nombre Corocota.
Sin embargo, el mapa de la zona del IGM que también muestra una laguna en ese lugar, lo hace sin dar el nombre. Luis Risopatrón tampoco tiene una entrada para una tal laguna en su diccionario jeográfico de 1924 y su mapa de la zona ni siquiera muestra una laguna en esa zona. Y el plan de manejo de la reserva nacional Las Vicuñas ignora una tal laguna y solo menciona un lugar con ese nombre.

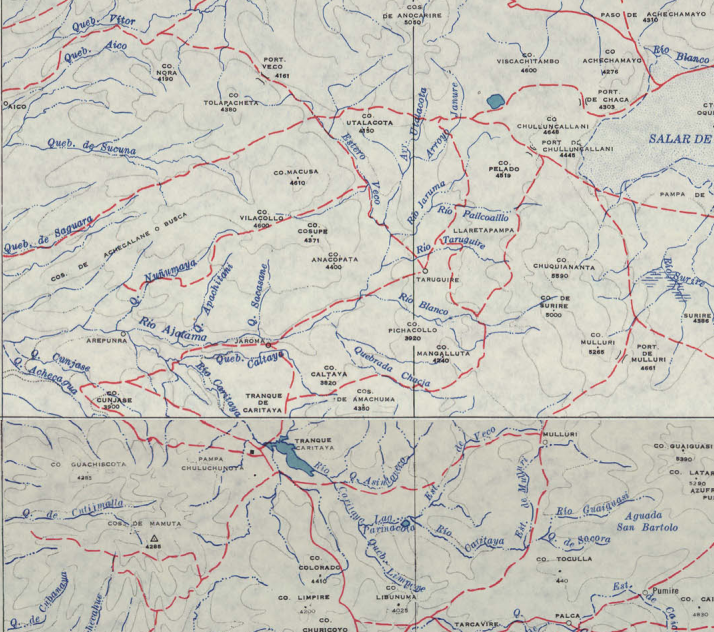
Cuencas de los ríos Ajatama y Caritaya, en un compuesto de dos mapas del Instituto Geográfico Militar (Chile). La laguna es la que se muestra en el cuadrante superior derecho.

## Historia
Luis Risopatrón no describe cuerpo alguno con ese nombre ni semejante.